# Cám Huyện
Cám Huyện (tiếng Trung: 赣县区, Hán Việt: Cám Huyện khu) là một quận của địa cấp thị Cám Châu (赣州市), tỉnh Giang Tây, Cộng hòa Nhân dân Trung Hoa. Quận này có diện tích 2993 km2, dân số năm 2003 là 557.000 người. 

## Hành chính
Cám Huyện được chia ra làm 19 đơn vị hành chính cấp hương, gồm 12 trấn và 7 hương. Ngoài ra quận này còn quản lí 1 đơn vị tương đương cấp hương khác
- Trấn: Mai Lâm (梅林镇), Vương Mẫu Độ (王母渡镇), Sa Địa (沙地镇), Giang Khẩu (江口镇), Điền Thôn (田村镇), Nam Đường (南塘镇), Mao Điếm (茅店镇), Cát Phụ (吉埠镇), Ngũ Vân (五云镇), Hồ Giang (湖江镇), Trữ Đàm (储潭镇), Hàn Phường (韩坊镇)
- Hương: Dương Phụ (阳埠乡), Đại Phụ (大埠乡), Trường Lạc (长洛乡), Đại Điền (大田乡), Thạch Nguyên (石芫乡), Tam Khê (三溪乡), Bạch Lộ (白鹭乡)

Đơn vị ngang cấp hương khác
- Khu khai phát kinh tế Cám Huyện (江西赣县经济开发区)